# Trattato di Malmö
Il trattato di Malmö fu un concordato con il quale la Svezia restituì la città di Wismar al ducato di Meclemburgo-Schwerin.
Durante la guerra dei trent'anni la città anseatica di Wismar venne occupata dalla Svezia nel 1632 e l'area venne riconfermata come possesso svedese dalla pace di Vestfalia del 1648 assieme all'isola di Poel e alla città di Neukloster come feudo imperiale concesso al regno di Svezia.
Il trattato di Malmö del 26 giugno 1803 regolò questo passaggio di aree tra Svezia e Meclemburgo. I negoziati vennero guidati da Johan Christopher Toll per la Svezia e da lui vennero influenzati. Federico Francesco I di Meclemburgo-Schwerin pagò questa restituzione 1.250.000 talleri al re Gustavo IV Adolfo di Svezia presso il Banco di Amburgo. La città aveva una rendita di tassazione di 46.000 talleri annui. Il re di Svezia ratificò il trattato di Malmö il 19 luglio di quell'anno e il duca di Meclemburgo-Schwerin lo ratificò il 26 luglio. Una copia del documento si trova oggi al Landeshauptarchiv di Schwerin.
La durata del contratto di acquisto era per 99 anni e come tale la scadenza si ripresentò il 20 giugno 1903. Nel settembre del 1903, con grandi festeggiamenti, il granduca Federico Francesco IV di Meclemburgo-Schwerin riacquistò alla Svezia il controllo della città di Wismar, questa volta in maniera definitiva.